# Front national belge
Pour les articles homonymes, voir Front national et FN.
 (mars 2023).
Motif : Discussion:Front national belge#Deux partis se veulent le continuateur du FN Belge
Le Front national belge est un ancien parti politique belge francophone d'extrême droite, fondé en 1985 par Daniel Féret. Ce parti est issu de trois groupuscules : le Mouvement social nationaliste, l'Union pour une nouvelle démocratie et le groupe Delta. Entre 1989 et 1991, il a été rejoint par la majorité des dirigeants du Front de la jeunesse (FJ) - Belgique et du Parti des forces nouvelles.
Son nom est calqué sur l'ancien nom du Rassemblement national français sans qu'il n'existe pour autant de lien entre les deux partis.
De manière générale, ce parti n'a eu que peu de succès en Belgique francophone, atteignant son maximum entre 2004 et 2006.
Entre sa création et 2007, le parti est contrôlé de manière absolue par Daniel Féret, ce qui provoque une multitude de dissidences. À la suite des ennuis judiciaires de son fondateur à partir de 2007, le parti éclate dès novembre 2008 avec la création par les députés wallons Charles Pire et Charles Petitjean, de la FNW (Fédération des nationalistes wallons) rejoint par la quasi-totalité des élus provinciaux et communaux du FN. Ensuite, il y eut une tentative d'unification en 2011 sous la présidence de Charles Pire, sans participation de la FNW présidée par l'ancien parlementaire libéral Charles Petitjean mais avec Nation, avec le parrainage de Marine Le Pen qui, outre une caution politique, règle temporairement les problèmes liés à l'usage du nom et du sigle du parti français.
Toutefois, la mort de Charles Pire en 2012 laisse le parti qu'il tentait de réunifier sans direction. Le FN français met alors fin à l'autorisation d'usage du nom et du sigle.

## Programme
Le programme électoral du Front National belge est principalement axé sur le thème de l'immigration et l'insécurité. Il dit respecter les Droits de l'Homme.
L'idéologie du Front national belge est considérée, par ses adversaires en particulier, comme populiste, réactionnaire, et nationaliste.
Le Front National belge a un programme quasi identique à ceux des autres partis d'extrême droite.
À ses débuts, il est singularisé par un anti-américanisme, une dénonciation de l'« hyper-capitalisme » (il prône alors un « capitalisme populaire »), la lutte contre le communisme et les syndicats, prônant la réduction du droit de grève et l'instauration d'un sevice minimum et voulant les doter de la personnalité juridique. En 1994, lors des élections communales, le FN belge s'attaque dans un tract à la « secte des francs-maçons ».
Après la dépénalisation de l'IVG en Belgique, en avril 1990, le Conseil national du FN dénonce un « complot dénataliste en cours », sans plus de précision.

## FN belge et FN français
Daniel Féret a adopté le nom Front national pour surfer sur la vague dont bénéficiait Jean-Marie Le Pen et son FN, la notoriété du FNB provenant notamment de la publicité indirecte qui lui était faite à travers le Front national français (aujourd'hui appelé Rassemblement national). Le FN français a un temps apporté son soutien au FN belge, avant de se tourner vers le Vlaams Belang et de retirer celui-ci.
Le logo et le sigle du FNB, jusqu'à son changement de nom, étaient des copies conformes du parti français homonyme, propriétaire légal du sigle FN en Belgique, qui lui dénie officiellement toute parenté.
Les deux partis sont actuellement en froid et n'entretiennent plus de contacts entre eux.

## Aléas judiciaires
Il existe de nombreuses associations qui ont pour vocation de combattre ce parti. D'ailleurs, tant les médias francophones que les partis politiques francophones appliquent envers le FN le procédé du « cordon sanitaire » : ainsi durant la campagne précédant les élections communales et provinciales (8 octobre 2006), le FN n'aura bénéficié d'aucune présence dans les médias.
En novembre 2008, la dotation du parti est suspendue pour plusieurs mois et la Commission de contrôle des dépenses électorales est saisie pour des défaillances constatées dans la gestion de la comptabilité du parti.
La présidente du RN français avait engagé des actions en justice pour stopper l'utilisation de la marque Front National en Belgique, actions qui se sont terminées par la victoire de son homonyme français sur la Belge en 2016 devant la Cour d'appel de Liège, contraignant le parti a changer de nom et devenir AGIR en 2017.

## Factions internes et dissidences

### Front nouveau de Belgique
Daniel Féret, fondateur et président « à vie » ainsi que son entourage proche ont occupé longtemps plusieurs postes importants au sein du parti et contrôlaient celui-ci de manière étroite. Ce contrôle exclusif a souvent provoqué des problèmes et des tensions qui provoquèrent, entre 1985 et 2005, plus de trente dissidences telles que celles de Marguerite Bastien (création du Front nouveau de Belgique en 1997, avec le soutien de Roger Nols) ou de Francis Detraux (création de Force nationale en 2004, avec une bonne partie de la direction wallonne du FN).Les administrateurs en sont Charles Pire (député wallon) et Juan Lemmens (ancien député FN). (M.B du 25 janvier 2005). En octobre 2007, tandis que les inculpations contre Daniel Féret et son entourage se multiplient, le président du FN doit faire face à une fronde du bureau politique du parti qui le destitue et désigne Michel Delacroix comme président faisant fonction, tandis que Féret affirme que l'action du bureau était illégale et dépose plainte.
Deux clans se disputent la tête du parti, l'un proche de l'ancien président - qui s'accroche aux statuts du parti qui lui assurent la présidence jusqu'en décembre 2009 - et l'autre du président faisant fonction, Michel Delacroix.
En novembre 2008, le clan Delacroix subit un coup sérieux lorsque les médias reçoivent, et diffusent, une vidéo montrant Delacroix chantant une chanson antisémite,, probablement diffusée par des proches de Daniel Féret. Le scandale est tel que Michel Delacroix remet sa démission de sa fonction de président du FN et de l'ensemble de ses fonctions exécutives. Peu après, c'est le clan Féret qui fait la une, lorsque parait une interview du député Patrick Cocriamont, un proche de Daniel Féret, dans laquelle il tient des propos révisionnistes, antisémites et racistes qui entraînent une plainte du Mrax.

### Le Nouveau FN
En décembre 2008, l'élection du nouveau président oppose deux candidats, Charles Petitjean et Daniel Huygens, un proche de Patrick Sessler. Daniel Huygens est élu président,,, et Charles Petitjean avec Charles Pire quittent le parti en s'efforçant de renforcer la FNW. La FNW qui rassemble les élus provinciaux et la plupart des élus communaux du Front national[réf. à confirmer].
À la suite de son échec personnel à Charleroi lors des élections de juin 2009 et à la débâcle de juin 2010, Huygens a démissionné de la présidence du FN. Le Vice-président, Patrick Sessler, en a fait de même.
À la veille des élections législatives anticipées de juin 2010, un accord électoral a été conclu entre les deux principaux groupes se réclamant du Front national, rassemblés en « Bureaux » autour, d'une part, du député Patrick Cocriamont et, d'autre part, de l'ancien député wallon Daniel Huygens, qui avait succédé au sénateur Michel Delacroix.
Cet accord avait été conclu dans les locaux du Parlement européen de Bruxelles, sous le parrainage du député Bruno Gollnisch, vice-président du FN français, chargé des relations internationales.
Il prévoyait notamment l'obligation pour les deux nureaux de fusionner dans les trois mois qui suivraient l'élection, en rassemblant de manière équitable les différentes tendances.
En application de cet accord, le Bureau politique réunifié du Front national s'est réuni pour la première fois au mois de septembre 2010, sous la présidence de Patrick Cocriamont. Ce Bureau se compose de membres des deux anciens bureaux, qui ont donc fusionné. Des représentants du Mouvement NATION, qui est désormais associé au FN, siègent également au sein de ce nouveau Bureau politique réunifié avec une opposition de Charles Petitjean et de plusieurs membres du bureau. Charles Pire par contre est preneur de cette association.
Les querelles entre factions aboutissent, début avril 2011 à une prise de pouvoir par Charles Pire, qui se réclame du soutien de Marine Le Pen et de sa ligne politique considérée comme plus démocratique. Il a d'ailleurs signé avec elle une convention permettant au FN d'utiliser le nom, le sigle et la flamme tricolore. À ce moment Charles Pire est toujours et ce depuis l'origine du parti secrétaire général de la FNW (Fédération des nationalistes wallons) dont il a été l'initiateur en novembre 2008, signant de nombreux communiqués, rédigeant la charte, le programme de la FNW. Il ne démissionnera que peu de temps avant son décès.

## Perte des droits de propriété de la marque et éclatement

### Démocratie nationale
Un vote du Bureau politique, considéré comme illégitime par Patrick Cocriamont, nomme Charles Pire président du FN.
Marco Santi et Patrick Cocriamont créent alors un nouveau parti, Démocratie nationale, sauf si l'aval du FN présidé par Marine Le Pen est accordé.
Lors de l'Assemblée générale du FN qui a eu lieu à Jumet - alors qu'elle devait initialement se tenir à Courcelles mais a fait l'objet d'un arrêté d'interdiction du bourgmestre -, Charles Pire a vu son élection comme président confirmée par un vote des membres.
Dès la mort de Charles Pire, survenu le 10 janvier 2012, Marine Le Pen interdit au FN réunifié d'utiliser le sigle, la flamme et le nom de Front national, sous la menace de procédures en justice proférées par son avocat. Les autres groupements se réclamant du FN ont reçu le même message avec une réserve énoncée ci-avant.
L'avenir en Belgique du mouvement que Charles Pire avait tenté de réunifier est incertain : certains membres de son entourage ont créé un nouveau parti, la NWA.
L'ancien vice-président bruxellois du FN, Eddy De Smedt, a quant à lui rejoint le Mouvement Nation.
Marco Santi et Patrick Cocriamont présentent leur parti créé en 2011, Démocratie nationale, comme le continuateur du FN. À la suite d'un accord avec Le FN français le 14 février 2012 devant le tribunal de première instance à Liège, le Front national devient Démocratie nationale.

### Agir
Le 15 mars 2012, la Cour d'appel de Liège a confirmé un jugement rendu en première instance qui interdisait au Front national belge conduit par le conseiller communal Salvatore Nicotra d'utiliser sa marque et son sigle, sous peine d'astreinte. L'arrêt de la Cour d'appel confirme en outre le jugement de première instance qui avait reconnu au FN français la propriété de sa marque et de son logo. Il en est de même pour la flamme noir et rouge sur fond jaune, utilisée en Belgique par Charles Pire mais cédée ensuite comme marque au FN français. La Cour souligne que le dépôt de la marque est valable et qu’elle est la propriété de Marine Le Pen, qui peut interdire aux partis belges de l’utiliser,,.
Cependant, des candidats se réclamant de son héritage se sont présentés aux élections communales et provinciales d'octobre 2012 et ont été élus sous les sigles et dans les communes que voici : FN-BELGE : Charleroi : 5,78 % et deux élus.
LEPEN : Châtelet : 5,41 % et un élu.
LEPEN : Fleurus : 7,11 % et un élu.
FNW : La Louvière : 4,05 % et un élu.
Un nouvel arrêt rendu le 11 octobre 2016 par la Cour d'appel de Liège interdit à l'association sans but lucratif Front national belge d'utiliser ce nom comme dénomination sociale et de recourir aux marques propriété du Front national français. Le détenteur de l'ASBL Front national belge, par ailleurs président du FN dit canal historique que Charles Pire avait quitté, transforme son nom en AGIR.

## Historique
- 1985 : Création du Front national par le docteur Daniel Féret.
- 1987 : Élections législatives et provinciales: 7 596 voix à la Chambre (0,1 %)
- 1988 : Élections communales : le FN obtient un élu à Molenbeek-Saint-Jean.
- 1989 : Élections régionales bruxelloises : le FN obtient deux élus.
- 1991 : Le FN fusionne en son sein les restes du Parti des forces nouvelles (PFN), un groupuscule néonazi.
- 1991 (novembre) : Élections législatives et provinciales : le FN obtient deux conseillers provinciaux et un député national, Georges Matagne, un ancien de la direction du PFN.
- 1994 : Élections européennes : Daniel Féret est élu député européen. Élections communales et provinciales : le FN obtient plusieurs dizaines d'élus.
- 1995 : Élections législatives et régionales : le FN obtient deux sièges de députés fédéraux et huit sièges de députés régionaux - six à la Région de Bruxelles-Capitale, deux à la Région wallonne. Clash interne, le parti se divise en deux camps. Création ensuite d'un FN-bis qui prendra le nom de Front nouveau de Belgique (FNB).
- 1999 : Élections législatives, régionales et européennes : le FN obtient un siège de député fédéral et trois sièges de députés régionaux.
- 2000 : Élections communales et provinciales : le FN obtient six sièges de conseillers communaux et un siège de conseiller provincial.
- 2003 : Élections législatives : le FN obtient un siège de député fédéral et deux sièges de sénateurs : un élu direct (Francis Detraux) et un coopté (Michel Delacroix).
- 2004 : Élections régionales : le parti obtient quatre sièges de député au Parlement wallon et quatre au Parlement bruxellois.
- 2006 : (avril) À la suite d'un long procès pour infraction à la loi antiraciste, le président Daniel Féret est condamné à dix ans d'inéligibilité et à une prestation d'intérêt général. Il est remplacé au Parlement bruxellois par Guy Hance et au Parlement de la Communauté française par sa compagne Audrey Rorive
- 2007 : le bureau politique vote l'exclusion Daniel Féret, et élit Michel Delacroix nouveau président du Front national. La nouvelle ligne se définit comme plus libérale[30], et bénéficie du soutien de Jean-Marie Le Pen[31] (ce qui n'était pas le cas de la ligne de Daniel Féret).
- 2008 : (novembre) démission de Delacroix, président ff, à la suite de la diffusion d'une vidéo antisémite.
- 2008 : (décembre) Daniel Huygens est élu président.
- 2009 (juin) : Aux élections régionales de 2009, le FN perd l'ensemble de ses élus à Bruxelles et en Wallonie.
- 2009 : (octobre) Patrick Cocriamont représente le FN lors de la création de l'Alliance européenne des mouvements nationaux à Budapest. Cette alliance rassemble différents partis nationalistes d'Europe comme le Front national français, le Jobbik et le Mouvement social – Flamme tricolore[32].
- 2010 : Le FN belge, divisé jusque-là en deux groupes, comprenant chacun un des deux élus fédéraux restant au parti, se réunifie sous l'égide de Bruno Gollnisch, numéro 2 du FN français. Le Mouvement NATION et le Front Des Bruxellois s'allient au FN dans le cadre des élections anticipées organisées au mois de juin.
- 2010 (juin) : Aux élections fédérales de 2010, le FN perd ses deux seuls élus restant à la Chambre des représentants (Patrick Cocriamont) et au Sénat (Michel Delacroix).
- 2012 : Marine Le Pen entame des actions judiciaires devant les tribunaux pour que le FN belge ne puisse plus utiliser ni le symbole à la flamme, ni le nom de son homonyme français.
- 2012 : Marine Le Pen gagne devant les tribunaux.
- 2012 : Le FN belge fait appel de la décision.
- 2014 (juin) : Une circulaire de la ministre de l'Intérieur Joëlle Milquet refuse le dépôt de listes FN pour les élections législatives.
- 2015 : Le FN fête ses 30 ans, en présence de Daniel Féret et de Salvatore Nicotra, qui ne sont plus présidents du parti.
- 2016 (décembre) : Le FN belge est condamné devant la Cour d'appel de Liège a devoir changer de nom et de logotype.
- 2017 (janvier) : Le FNB change de nom et devient AGIR, dont le président redevient Salvatore Nicotra.
- 2018 (octobre) : AGIR présente des listes aux élections communales dans 11 communes, seul son président est élu, à Fleurus, conseiller communal.
- 2019 (mai) : AGIR n'obtient aucun élu aux législatives.

## Présidents
- Daniel Féret (1985-2007) ;
- Michel Delacroix (2007-2008) ;
- Daniel Huygens (2008-2009) ;
- Patrick Cocriamont (2009-2012) ;
- Charles Pire (2011-2012).

## Résultats électoraux
Le Front national ne dispose plus, depuis les élections législatives fédérales de juin 2010, d'aucun représentant, que ce soit au Parlement fédéral ou dans les parlements des entités fédérées.
| Année | Voix    | %    | Sièges  |
| ----- | ------- | ---- | ------- |
| 1985  | 3 738   | 0,1  | 0 / 212 |
| 1987  | 7 596   | 0,1  | 0 / 212 |
| 1991  | 64 992  | 1,1  | 1 / 212 |
| 1995  | 138 496 | 2,3  | 2 / 150 |
| 1999  | 90 401  | 1,5  | 1 / 150 |
| 2003  | 130 012 | 1,98 | 1 / 150 |
| 2007  | 131 385 | 1,97 | 1 / 150 |
| 2010  | 33 591  | 0,51 | 0 / 150 |

| Année | Voix          | %             | Nombre d'élus directs |
| ----- | ------------- | ------------- | --------------------- |
| 1985  | 4 201         | 0,07          | 0 / 105               |
| 1987  | Pas de listes | Pas de listes | Pas de listes         |
| 1991  | 60 876        | 1,00          | 0 / 105               |
| 1995  | Pas de listes | Pas de listes | Pas de listes         |
| 1999  | 92 924        | 1,50          | 0 / 40                |
| 2003  | 147 305       | 2,25          | 1 / 40                |
| 2007  | 150 461       | 2,27          | 1 / 40                |
| 2010  | Pas de listes | Pas de listes | Pas de listes         |

| Année | Voix    | %    | Sièges |
| ----- | ------- | ---- | ------ |
| 1995  | 96 574  | 5,11 | 2 / 75 |
| 1999  | 75 262  | 3,95 | 1 / 75 |
| 2004  | 160 130 | 8,12 | 4 / 75 |
| 2009  | 57 374  | 2,86 | 0 / 75 |

| Année | nombre de voix | % des voix | nombre de sièges |
| ----- | -------------- | ---------- | ---------------- |
| 1994  | 175 732        | 2,9 %      | 1 / 25           |
| 1999  | 94 848         | 1,52 %     | 0 / 25           |
| 2004  | 181 351        | 2,79 %     | 0 / 24           |
| 2009  | 87 706         | 1,33 %     | 0 / 22           |